# 488 Креуза
488 Креуза (488 Kreusa) — астероїд головного поясу, відкритий 26 червня 1902 року у Гейдельберзі.
Тіссеранів параметр щодо Юпітера — 3,151.